# Betta strohi
Betta strohi es una especie de pez de la familia Osphronemidae, es el primo del pez betta splendens.
Este taxón puede ser un sinónimo de Betta foerschi